# Philotrox
Philotrox condoni
Genre
Espèce
Philotrox est un genre fossile de Canidae de la sous-famille des Hesperocyoninae originaires d'Amérique du Nord. Ce genre n'est représenté que par l'espèce Philotrox condoni qui a vécu lors de l'Oligocène de 30,8 à 26,3 millions d'années. Philotrox est l'un des premiers canidés broyeurs d'os et hypercarnivores.

## Description
Philotrox devait faire la taille d'un coyote et était assez semblable à ses cousins Cynodesmus et Enhydrocyon,. Des comparaisons avec des animaux similaires mais mieux connus (tels que Sunkahetanka et Mesocyon) laissent à penser que Philotrox devait avoir un corps plutôt allongé et des pattes plus courtes que les canidés actuels,. Au-delà de ces suppositions, le crâne de Philotrox présentait certaines caractéristiques similaire à celles de Sunkahetanka, telles qu'une région postorbitaire allongée et une longue fosse masséter. De plus, il y avait une crête sagittale haute, qui en coupe s'avère très épaisse, ainsi qu'une crête nuchale très prononcée. La bulle tympanique était volumineuse et l'apophyse mastoïde était enflée. Les prémolaires étaient plus larges que celles de Mesocyon et de Sunkahetanka. De plus, Philotrox se distinguait des formes ultérieures et plus spécialisées (telles qu’Enhydrocyon) en raison de l'absence de certains caractères dérivés, comme la présence de cuspides internes sur les incisives supérieures et les carnassières allongées. Son régime alimentaire était composé en majorité de viande et il est fort probable qu'il se nourrissait de chevaux primitifs comme Miohippus. Les fossiles de Philotrox ont été découverts dans l'Ouest des États-Unis actuel dans les États du Dakota du Sud, de l'Oregon, du Wyoming et de Washington.

## Classification
Philotrox condoni a été décrit pour la première fois en 1906 par John Campbell Merriam, sur la base d'un crâne incomplet avec mandibule, trouvé dans la formation John Day dans l'Oregon. Par la suite, d'autres spécimens ont été attribués à cet animal, provenant du Wyoming et du Dakota du Sud. 
Philotrox appartient à la sous-famille des canidés appelée Hesperocyoninae, qui s'est diversifiée au cours de l'Oligocène donnant naissance à de nombreuses formes diversement spécialisées. Philotrox, en particulier, fait partie d'une lignée évolutive qui, à partir de canidés peu spécialisés comme Cynodesmus, s'est développée donnant naissance à des formes plus robustes aux aptitudes carnivores marquées, comme Mesocyon et Sunkahetanka, pour conclure par l'apparition d'un canidé très spécialisé connu sous le nom de Enhydrocyon. Philotrox est considéré comme un ancêtre possible de ce dernier.

### Étymologie
L'épithète spécifique, condoni, a été donnée en l'honneur du géologue irlandais Thomas Condon (d) (1822-1907). 

### Publication originale
- (en) John C. Merriam, « Carnivora From the Tertiary Formations of the John Day Region », Bulletin of the Department of Geology of the University of California, Berkeley, vol. 5, no 1,‎ 1906, p. 1-64 (lire en ligne, consulté le 30 août 2024).